# ابراهیم بانسه
ابراهیم بانسه (انگلیسی: Ibrahim Bancé؛ زادهٔ ۱۵ ژانویهٔ ۲۰۰۱) بازیکن فوتبال اهل بورکینافاسو است.
از باشگاه‌هایی که در آن بازی کرده است می‌توان به باشگاه فوتبال هلسینگبورگس اشاره کرد.
وی همچنین در تیم‌های ملی فوتبال زیر ۲۰ سال بورکینافاسو و بورکینافاسو بازی کرده است.